# Escut de Sanet i els Negrals
L'escut de Sanet i els Negrals és un símbol representatiu oficial de Sanet i els Negrals, municipi del País Valencià, a la comarca de la Marina Alta. Té el següent blasonament:
| « | Escut quadrilong de punta redona. Partit. Al primer quarter, en camp d'or, una banda de sable. Al segon quarter, en camp de sinople, dues faixes de cases d'argent. Al timbre, corona reial oberta. | » |

## Història
L'escut fou aprovat per Resolució del 17 de juny de 1998, del conseller de Presidència, publicada en el DOGV núm. 3.304, del 10 d'agost de 1998.
La primera partició mostra les armes dels Sandoval, marquesos de Dénia i senyors del poble. Al costat, la representació de les dues antigues alqueries que el 1834 es van unir per formar el municipi actual.